# Aginatius
Aginatius (fl. 368) était un homme politique de l'Empire romain.

## Biographie
Il était vicaire urbain en 368.
Sa fille Aginatia s'est mariée avec Tarrutenius Maximillianus.